# Stefan Riesenfeld
Stefan Albrecht Riesenfeld (* 8. Juni 1908 in Breslau; † 17. Februar 1999 in Berkeley) war ein deutsch-US-amerikanischer Rechtswissenschaftler.

## Leben
Riesenfeld studierte Rechtswissenschaft an der Universität Breslau. Er verließ Deutschland 1932 wegen des zunehmenden Einflusses der Nationalsozialisten. Zunächst ging er nach Mailand, 1935 emigrierte er in die USA, deren Staatsangehörigkeit er 1940 erwarb. Während des Zweiten Weltkriegs diente er drei Jahre lang in der U.S. Navy. Er starb 90-jährig an Herzversagen. Er hinterließ seine Ehefrau, zwei Söhne und zwei Enkelkinder.

## Wissenschaftliches Wirken
Riesenfeld erwarb bereits 1930 einen Doktorgrad (summa cum laude), 1934 wurde er auch in Mailand promoviert. In den USA erwarb er zudem einen amerikanischen Abschluss und arbeitete anschließend als Wissenschaftlicher Assistent, bevor er zum Professor berufen wurde.
Zu seinen Fachgebieten zählten Internationales Recht, Rechtsvergleichung, Eigentumsrecht, Insolvenzrecht, Verwaltungsrecht und Rechtsgeschichte.
Er beriet das „Office of the High Commissioner“ im besetzten Nachkriegsdeutschland und nahm so Einfluss auf das Entstehen des Grundgesetzes. Später war er beratend in Bezug auf den Vertrag über den Panama-Kanal, die Anerkennung Taiwans und die Geiselnahme von Teheran tätig.

## Ehrungen
- Ehrendoktorwürde der Rechtswissenschaftlichen Fakultät der Universität zu Köln, 1970
- Aufnahme als Mitglied in die American Academy of Arts and Sciences, 1976
- Ius inter nations: Festschrift für Stefan Riesenfeld aus Anlass seines 75. Geburtstages. Heidelberg 1983.